# Pristomerus chinensis
Pristomerus chinensis är en stekelart som beskrevs av William Harris Ashmead 1906. Pristomerus chinensis ingår i släktet Pristomerus och familjen brokparasitsteklar. Inga underarter finns listade i Catalogue of Life.